# شکست مواد نرم
شکست مواد نرم شامل تغییر شکل‌های بزرگ و کند شدن ترک قبل از انتشار ترک می٬باشد. در نتیجه، میدان تنش در نزدیکی نوک ترک به‌طور قابل‌توجهی با فرمول مرسوم موجود در مکانیک شکست الاستیک خطی متفاوت است؛ بنابراین، تجزیه و تحلیل شکست برای این کاربردها نیاز به توجه ویژه دارد. مکانیک شکست الاستیک خطی (LEFM) و میدان K (به مکانیک شکست مراجعه کنید) با فرض تغییر شکل بی‌نهایت کوچک صحیح است و در نتیجه برای توصیف شکست مواد نرم مناسب نیست. با این حال، رویکرد کلی LEFM را می‌توان برای درک اصول شکست در مواد نرم به‌کار برد. راه حل برای میدان تغییر شکل و تنش ترک در مواد نرم، تغییر شکل بزرگ را در نظر می‌گیرد و از چارچوب کرنش محدود الاستوستاتیک و مدل‌های مواد هایپرالاستیک نتیحه گرفته شده‌است.
مواد نرم (ماده نرم) از نوعی ماده الاستیک تشکیل شده‌است؛ به عنوان مثال شامل بافت‌های نرم بیولوژیکی و همچنین الاستومرهای مصنوعی است که به تغییرات حرارتی بسیار حساس است. از این رو، مواد نرم می‌توانند قبل از انتشار ترک به مقدار زیادی تغییر شکل دهند.

## مدل‌های ماده هایپرالاستیک
مدل‌های مواد فوق الاستیک برای به‌دست آوردن رابطه تنش-کرنش از طریق تابع چگالی انرژی کرنش استفاده می‌شود. مدل‌های مربوطه برای استخراج روابط تنش-کرنش برای مواد نرم عبارتند از: جامد مونی-ریولین، نئو-هوکین، مواد سخت‌شونده نمایی و مدل‌های هایپرالاستیک جنت. در این صفحه، نتایج عمدتاً از مدل نئو-هوکین استخراج خواهند شد.

### نئو هوکی عمومی (GNH)
مدل نئو هوکی برای محاسبه ضریب سختی تعمیم داده شده‌است:
{\displaystyle W={\frac {\mu }{2b}}\left\{\left[1+{\frac {b}{n}}(I-3)\right]^{n}-1\right\},}
که در آن b>0 و n>1/2 پارامترهای مواد هستند و {\displaystyle I=I_{1}} اولین تغییر شکل تانسور تغییر شکل کوشی-گرین است:
{\displaystyle I_{1}=\lambda _{1}^{2}+\lambda _{2}^{2}+\lambda _{3}^{2},}
جایی که {\displaystyle \lambda _{\alpha }} امتداد اصلی هستند.

#### مدل خاص نئو هوک
با قرار دادن n=۱، تابع تنش-کرنش خاصی برای مدل نئو هوکی مشتق شده‌است:
{\displaystyle W={\frac {\mu }{2}}(I-3)} .

## محلول‌های نوک ترک کرنش محدود (تحت تغییر شکل بزرگ)

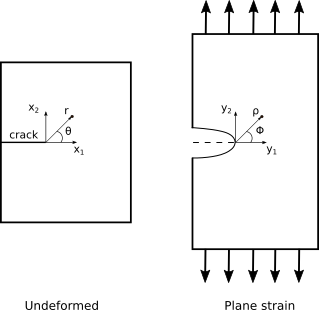
شکل ۱: فرمول مشکل کرک. (الف) ترک بدون تغییر شکل با مختصات بر اساس دکارت و در پایه قطبی. (ب) ترک تحت شرایط کرنش صفحه با بار تک محوری است و مختصات آن بر اساس دکارت و در پایه قطبی. برگرفته از لانگ و هوی [۴].

از آنجایی که LEFM دیگر قابل اجرا نیست، روش‌های جایگزین برای ثبت تغییر شکل‌های بزرگ در محاسبه تنش و میدان‌های تغییر شکل اقتباس شده‌اند؛ لذا در این زمینه ازروش تجزیه و تحلیل مجانبی استفاده می‌شود.

### روش تجزیه و تحلیل مجانبی
روش تجزیه و تحلیل مجانبی شامل تجزیه و تحلیل مجانب نوک ترک برای یافتن یک بسط سری از مختصات تغییر شکل یافته‌است که قادر به مشخص کردن محلول در نزدیکی نوک ترک می‌باشد. تجزیه و تحلیل به یک مسئله ارزش‌ویژه غیرخطی قابل تقلیل است.
این مسئله بر اساس یک ترک در یک جامد بی‌نهایت، بارگذاری شده در بی‌نهایت با کشش تک محوری یکنواخت تحت شرایط کرنش صفحه فرموله شده‌است (شکل ۱ را ببینید). همان‌طور که ترک تغییر شکل می‌دهد و پیشرفت می‌کند، مختصات در پیکربندی فعلی با {\displaystyle y_{1}} و {\displaystyle y_{2}} در پایه دکارتی و {\displaystyle \rho } و {\displaystyle \phi } در پایه قطبی نشان داده می‌شود مختصات {\displaystyle y_{1}} و {\displaystyle y_{2}} توابعی از مختصات تغییر شکل نیافته هستند ({\displaystyle r,\theta }) و در نزدیکی نوک ترک، در حالت r→۰، می‌تواند به صورت زیر مشخص شود:
{\displaystyle y_{\alpha }(r,\theta )=r^{m_{\alpha }}\upsilon _{\alpha }(\theta )+r^{p_{\alpha }}q_{\alpha }(\theta )+...}
{\displaystyle m_{\alpha }<p_{\alpha },} {\displaystyle \alpha =1,2,}
که {\displaystyle m_{\alpha }}، {\displaystyle p_{\alpha }} نماهایی ناشناخته هستند و {\displaystyle \upsilon _{\alpha }(\theta )} و {\displaystyle q_{\alpha }(\theta )} توابع ناشناخته‌ای هستند که تغییرات زاویه‌ای را توصیف می‌کنند.
برای به دست آوردن مقادیر ویژه، معادله بالا با مدل ساختاری جایگزین می‌شود که مولفه‌های تنش اسمی مربوطه را به دست می‌دهد. سپس تنش‌ها به معادلات تعادلی (همان فرمولاسیون تئوری LEFM) جایگزین می‌شوند و شرایط مرزی اعمال می‌شود. غالب‌ترین عبارت‌ها حفظ می‌شوند که منجر به یک مشکل ارزش ویژه برای {\displaystyle \upsilon _{\alpha }(\theta )} و {\displaystyle m_{\alpha }} می‌شود.

#### تغییر شکل و میدان تنش در یک ترک کرنش صفحه‌ای
برای یک جامد نئو هوکی همگن (n=۱) در حالت I، مختصات تغییر شکل یافته برای پیکربندی کرنش صفحه با
{\displaystyle y_{1}=-b_{0}r\sin ^{2}(\theta /2),\quad y_{2}=ar^{1/2}\sin(\theta /2),}
جایی که a و {\displaystyle b_{0}} دامنه‌های مثبت ناشناخته‌ای هستند که به بارگذاری اعمال شده و هندسه نمونه بستگی دارند.
اصطلاحات اصلی برای تنش نامی (یا اولین تنش Piola–Kirchhoff، که با {\displaystyle \sigma }  در این صفحه نشان داده شده‌است) عبارتند از:
{\displaystyle \sigma _{11}=\mu b_{0},\quad \sigma _{12}=o(1),}
{\displaystyle \sigma _{21}=-{\frac {\mu a}{2}}r^{-1/2}\sin(\theta /2),}
{\displaystyle \sigma _{22}={\frac {\mu a}{2}}r^{-1/2}\cos(\theta /2).}
بدین ترتیب، {\displaystyle \sigma _{11}} و {\displaystyle \sigma _{21}} در نوک ترک محدود شده‌اند و {\displaystyle \sigma _{21}} و {\displaystyle \sigma _{22}} تکینگی یکسانی دارند.
اصطلاحات اصلی برای استرس حقیقی (یا تنش کوشی که با {\displaystyle \tau } در این صفحه نشان داده شده‌است)،
{\displaystyle \tau _{11}=\mu b_{0}^{2}\sin ^{2}(\theta /2),}
{\displaystyle \tau _{12}=\tau _{21}=-{\frac {\mu }{2}}ab_{0}r^{-1/2}\sin ^{2}(\theta /2),}
{\displaystyle \tau _{22}={\frac {\mu }{4}}a^{2}r^{-1}.}
تنها مولفه تنش واقعی که به‌طور کامل توسط a تعریف شده‌است، {\displaystyle \tau _{22}} می‌باشد. همچنین شدیدترین تکینگی را نشان می‌دهد. با آن، واضح است که در حالی که تنش در پیکربندی فعلی یا مرجع داده شود، تکینگی متفاوت است. علاوه بر این، در LEFM، میدان تنش واقعی در حالت I دارای تکینگی{\displaystyle {r}^{-1/2}} است، که ضعیف تر از تکینگی در {\displaystyle \tau _{22}} است.
در حالی که در LEFM میدان جابجایی نزدیک نوک فقط به ضریب شدت تنش حالت I بستگی دارد، نشان داده شده‌است که برای تغییر شکل‌های بزرگ، جابجایی به دو پارامتر بستگی دارد (a و {\displaystyle b_{0}} برای شرایط کرنش هواپیما).

#### تغییر شکل و میدان تنش در یک ترک تنش صفحه‌ای
میدان تغییر شکل نوک ترک برای پیکربندی حالت I در یک ماده همگن جامد نئو هوکی (n=۱) با
{\displaystyle y_{1}=cr\,\cos \theta ,\quad y_{2}=a{\sqrt {r}}\sin(\theta /2),}
که در آن a و c دامنه‌های مستقل مثبت هستند که توسط شرایط مرزی میدان دور تعیین می‌شوند.
شرایط غالب تنش اسمی هستند
{\displaystyle \sigma _{11}=\mu c,\quad \sigma _{12}=o(1),}
{\displaystyle \sigma _{21}=-{\frac {\mu a}{2}}r^{-1/2}\sin(\theta /2),}
{\displaystyle \sigma _{22}={\frac {\mu a}{2}}r^{-1/2}\cos(\theta /2).}
و مولفه‌های استرس واقعی هستند
{\displaystyle \tau _{11}=\mu c^{2},\quad \tau _{12}=\tau _{21}=-{\frac {\mu }{2}}acr^{-1/2}\sin(\theta /2),}
{\displaystyle \tau _{22}={\frac {\mu }{4}}a^{2}r^{-1}.}
به‌طور مشابه، جابجایی به دو پارامتر (a و c در شرایظ تنش صفحه‌ای) بستگی دارد و تکینگی در حالت {\displaystyle \tau _{22}} قوی‌تر است.
توزیع تنش حقیقی در مختصات تغییر شکل یافته (همان‌طور که در شکل 1B نشان داده شده‌است) می‌تواند هنگام تجزیه و تحلیل انتشار ترک و پدیده بلانت مرتبط باشد. علاوه بر این، هنگام تأیید نتایج تجربی تغییر شکل ترک نیز مفید است.

## انتگرال J
انتگرال J نشان‌دهنده انرژی است که به سمت ترک جریان می‌یابد، از این رو، از آن برای محاسبه نرخ آزادسازی انرژی G استفاده می‌شود. علاوه بر این، می‌توان از آن به عنوان معیار شکست استفاده کرد. این انتگرال تا زمانی که ماده الاستیک باشد و ریزساختار آسیب نبیند، مستقل از مسیر است.
ارزیابی J در یک مسیر دایره‌ای در پیکربندی مرجع نتیجه می‌دهد
{\displaystyle J=\pi A\left({\frac {2n-1}{2n}}\right)^{2n-1}n^{2-n}a^{2n},}
برای حالت کرنش صفحه‌ای I، که در آن a دامنه عبارت مرتبه اول{\displaystyle y_{2}} است و A و n پارامترهای ماده از تابع کرنش-انرژی هستند.
{\displaystyle J={\frac {\mu \pi }{2}}\left({\frac {b}{n}}\right)^{n-1}\left({\frac {2n-1}{2n}}\right)^{2n-1}n^{1-n}a^{2n},}
که در آن b و n پارامترهای مواد جامد GNH هستند. در یک مدل خاص نئو هوکی، که در آن n=۱ ،b=۱ و {\displaystyle A=\mu /2}، انتگرال J برای تنش صفحه‌ای و کرنش صفحه‌ای در حالت I یکسان است:
{\displaystyle J={\frac {\mu \pi a^{2}}{4}}.}

### انتگرال J در آزمایش برش خالص
انتگرال J را می‌توان با آزمایش تعیین کرد. همان‌طور که در شکل ۲ نشان داده شده‌است، یک آزمایش رایج، برش خالص در یک نوار بلند بی‌نهایت است. لبه‌های بالایی و پایینی توسط گیره‌ها بسته می‌شوند و بارگیری با کشیدن گیره‌ها به صورت عمودی به میزان ± ∆ اعمال می‌شود. این مجموعه شرایط تنش صفحه‌ای را ایجاد می‌کند.

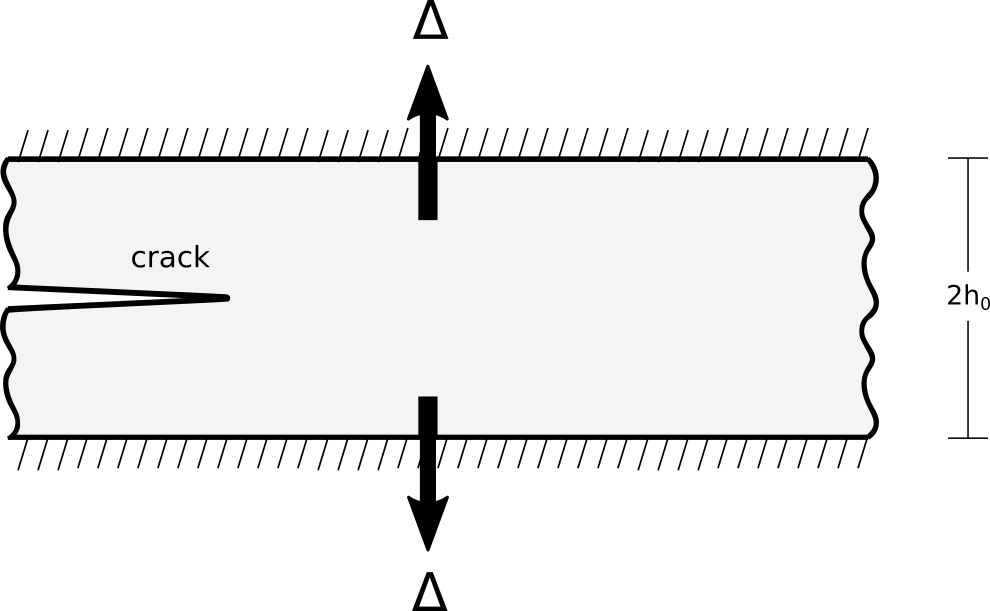
شکل ۲: آزمایش برشی خالص.

تحت این شرایط، انتگرال J بررسی می‌شود، بنابراین، به عنوان
{\displaystyle J=2h_{0}W(I_{1},I_{2})=2h_{0}\Psi (\lambda ),}
جایی که {\displaystyle I_{1}=I_{2}=\lambda ^{2}+\lambda ^{-2}+1,}{\displaystyle \lambda =1+{\frac {\Delta }{h_{0}}},}
و {\displaystyle h_{0}} اوج حالت بدون تغییر شکل است. کارکرد {\displaystyle \Psi (\lambda )} با اندازه‌گیری تنش نامی اعمال شده بر روی نوار کشیده شده توسط {\displaystyle \lambda } تعیین می‌شود:
{\displaystyle \Psi =\int _{1}^{\lambda }\sigma (\lambda )d\lambda .}
بنابراین، از جابجایی تحمیلی هر دسته، ± ∆، می‌توان انتگرال J را برای تنش نامی مربوطه تعیین کرد. با انتگرال J، دامنه (پارامتر a) برخی از مولفه‌های تنش حقیقی را می‌توان یافت. با این حال، برخی دیگر از دامنه‌های اجزای تنش به پارامترهای دیگری مانند c (مثلاً {\displaystyle \sigma _{11}} تحت شرایط تنش صفحه‌ای) و با آزمایش برش خالص قابل تعیین نیست. با این وجود، آزمایش برش خالص بسیار مهم است زیرا امکان تعیین چقرمگی شکست مواد نرم را فراهم می‌کند.

## ترک‌های رابط

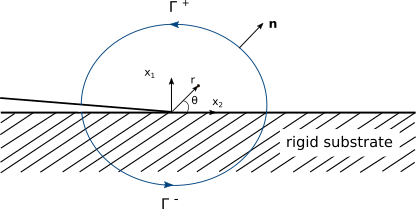
شکل ۳: هندسه ترک رابط. اقتباس از Gaubelle و Knauss [5].

برای نزدیک شدن به تعامل چسبندگی بین چسب‌های نرم و بسترهای سخت، راه حل مجانبی برای مشکل ترک رابط بین یک ماده GNH و یک بستر سخت مشخص شده‌است. پیکربندی ترک رابط در نظر گرفته شده، در شکل ۳ نشان داده شده که در آن از لغزش جانبی صرف نظر شده‌است.
{\displaystyle y_{1}=a_{1}r^{\frac {1}{2}}\sin \left({\frac {\theta }{2}}\right)+r\cos \theta ,}
{\displaystyle y_{2}=a_{2}r^{\frac {1}{2}}\sin \left({\frac {\theta }{2}}\right),}
که معادل است
{\displaystyle y_{1}={\frac {a_{1}}{a_{2}}}y_{2}-\left({\frac {y_{2}}{a_{2}}}\right)^{2}.}

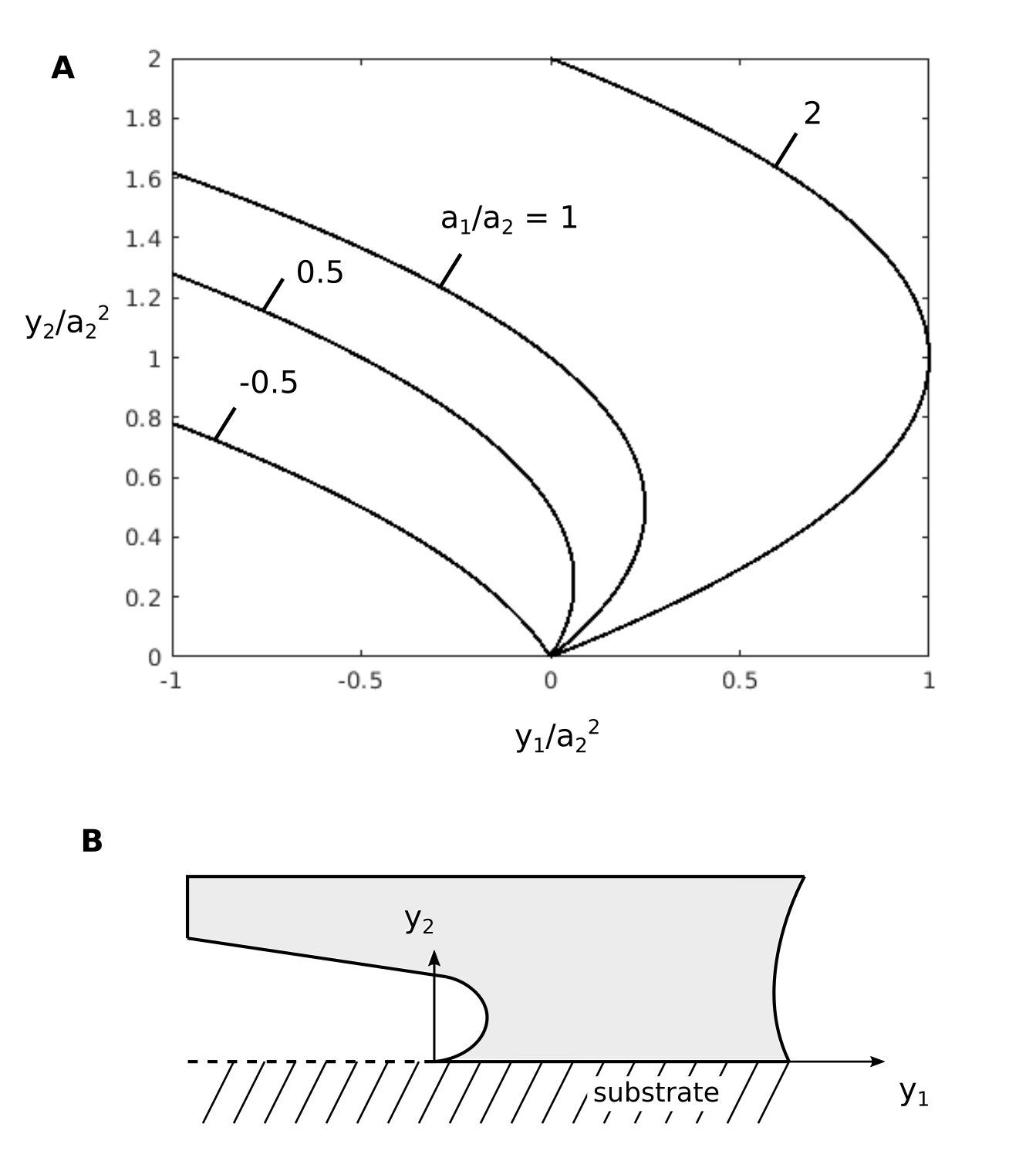
شکل ۴: رابط مواد نرم و بستر سفت و سخت. الف) نمودار مختصات تغییر شکل نوک ترک. ب) شکل پارابولیک نوک ترک.

با توجه به معادله فوق، ترک این نوع رابط به شکل سهموی باز می‌شود. که با ترسیم مختصات نرمال شده، تأیید می‌شود {\displaystyle y_{1}/a_{2}^{2}} در مقابل {\displaystyle y_{2}/a_{2}^{2}} برای متفاوت {\displaystyle a_{1}/a_{2}} نسبت‌ها (نگاه کنید به شکل ۴).
برای بررسی سطح مشترک بین دو ورق GNH با ویژگی‌های سختی یکسان، به مدلی که توسط Gaubelle و Knauss توضیح داده شده‌است مراجعه کنید.